# Eucalyptus longicornis
Eucalyptus longicornis ist eine Pflanzenart innerhalb der Familie der Myrtengewächse (Myrtaceae). Sie kommt im Südwesten von Western Australia vor und wird dort „Red Morrel“ oder „Poot“ genannt.

## Beschreibung

### Erscheinungsbild und Blatt
Eucalyptus longicornis wächst als Baum oder selten auch als Mallee, der Wuchshöhen von 2 bis 24 Meter, manchmal auch 30 Meter, erreicht. Die Borke verbleibt am Stamm und den größeren Ästen, ist grau oder grau-schwarz und kurzfasrig. Öldrüsen gibt es weder im Mark noch in der Borke.
Bei Eucalyptus longicornis liegt Heterophyllie vor. Die Laubblätter sind stets in Blattstiel und Blattspreite gegliedert. Der Blattstiel ist schmal abgeflacht oder kanalförmig. An mittelalten Exemplaren ist die Blattspreite breit-lanzettlich bis eiförmig, gerade, ganzrandig und matt grau-grün. Die an erwachsenen Exemplaren auf Ober- und Unterseite gleichfarbig glänzend grünen Blattspreiten sind schmal-lanzettlich, relativ dick, gerade, verjüngen sich zur Spreitenbasis hin und besitzen ein spitzes oberes Ende. Die kaum erkennbaren Seitennerven gehen in einem spitzen oder stumpfen Winkel vom Mittelnerv ab. Die Keimblätter (Kotyledone) sind zweiteilig.

### Blütenstand und Blüte
Seitenständig an einem im Querschnitt stielrunden Blütenstandsschaft stehen in einem einfachen Blütenstand drei, sieben oder bis zu elf Blüten zusammen. Die Blütenknospen sind eiförmig oder zylindrisch und nicht blaugrün bemehlt oder bereift. Die Kelchblätter bilden eine Calyptra, die früh abfällt. Die glatte Calyptra ist konisch, dreimal so lang wie der glatte Blütenbecher (Hypanthium) und schmaler als oder so breit wie dieser. Die Blüten sind weiß, cremeweiß oder gelb. Die Blütezeit reicht in Western Australia von Dezember oder Januar bis Februar.

### Frucht
Die Frucht ist kugelig. Der Diskus ist eingedrückt und die Fruchtfächer stehen heraus.

## Vorkommen
Das natürliche Verbreitungsgebiet von Eucalyptus longicornis ist das Landesinnere im gesamten Südwesten von Western Australia. Eucalyptus longicornis kommt in den selbständigen Verwaltungsbezirken Beverley, Bruce Rock, Coolgardie, Coorow, Corrigin, Cuballing, Dalwallinu, Dandaragan, Dumbleyung, Dundas, Esperance, Gnowangerup, Kalgoorlie-Boulder, Katanning, Kellerberrin, Kent, Kondinin, Koorda, Kulin, Lake Grace, Menzies, Merredin, Mount Magnet, Mount Marshall, Narembeen, Narrogin, Pingelly, Ravensthorpe, Sandstone, Tammin, Toodyay, Trayning, Wagin, Westonia, Wickepin, Wongan-Ballidu, Wyalkatchem und Yilgarn in den Regionen Goldfields-Esperance, Great Southern, Mid West und Wheatbelt vor.
Eucalyptus longicornis gedeiht auf Lehmböden, oft über Kalkstein in Ebenen.

## Taxonomie
Die Erstbeschreibung erfolgte 1878 durch Ferdinand von Mueller unter als Varietät (Basionym) Eucalyptus oleosa var. longicornis F.Muell. in Fragmenta Phytographiae Australiae, Volume 11, 88, S. 14. Das Typusmaterial weist die Beschriftung „sub nomine ‚Morel‘ in Australia occidentali“ auf. Die Neukombination zu Eucalyptus longicornis (F.Muell.) Maiden erfolgte 1919 durch Joseph Maiden in Journal and Proceedings of the Royal Society of New South Wales, Volume 52, S. 504. Weitere Synonyme für Eucalyptus longicornis (F.Muell.) Maiden sind: Eucalyptus grasbyi Maiden & Blakely, Eucalyptus longicornis (F.Muell.) F.Muell. ex Maiden subsp. longicornis.